# Ecuador en los Juegos Paralímpicos de Barcelona 1992
Ecuador estuvo representado en los Juegos Paralímpicos de Barcelona 1992 por tres deportistas masculinos. El equipo paralímpico ecuatoriano no obtuvo ninguna medalla en estos Juegos.